# Elena Pirrone
Elena Pirrone (Bolzano, 21 de febrero de 1999) es una deportista italiana que compite en ciclismo en la modalidad de ruta. Ganó dos medallas de bronce en el Campeonato Europeo de Ciclismo en Ruta, en los años 2019 y 2021, ambas en la contrarreloj sub-23.

## Medallero internacional
| Campeonato Europeo | Campeonato Europeo     | Campeonato Europeo | Campeonato Europeo  |
| Año                | Lugar                  | Medalla            | Competición         |
| ------------------ | ---------------------- | ------------------ | ------------------- |
| 2019               | Alkmaar (Países Bajos) | Medalla de bronce  | Contrarreloj sub-23 |
| 2021               | Trento (Italia)        | Medalla de bronce  | Contrarreloj sub-23 |

## Palmarés
2019
- 3.ª en el Campeonato Europeo Contrarreloj sub-23

2021
- 3.ª en el Campeonato Europeo Contrarreloj sub-23

2023
- Gran Premio Stuttgart & Region

2024
- 2.ª en el Campeonato de Italia Contrarreloj